# Enric de Borbó
Enric de Borbó, també conegut com a Enric d'Artois i comte de Chambord (Palau de les Teuleries, París, 29 de setembre de 1820 – Frohsdorf, Imperi Austrohongarès, 24 d'agost de 1883) fou un príncep reial francès, net del rei Carles X de França, i considerat el pretendent legitimat al tron francès com a Enric V de França després de l'abdicació del seu avi. De nen va ostentar el títol de duc de Bordeus, que li fou concedit al seu naixement pel seu besoncle Lluís XVIII de França.